# Aventure dans l'Île-aux-Jouets
Aventure dans l'Île-aux-Jouets est un conte inédit lu par Michel Noël incarnant son personnage du Capitaine Bonhomme produit sous forme de cassette-audio par les Restaurants Marie-Antoinette de la ville de Québec.
Description : Les aventures du Capitaine, Aventure dans l'Île-aux-Jouets - La plus récente aventure du Capitaine Bonhomme, Éditeur : Marie-Antoinette, Aucune indication de numéro de produit, Texte intégral : Michel Noël, Coordination et supervision de production: Claude Plante et Associés, Désign graphique : Claude Plante et Associés, Production électronique: TRAM Québec, Producteur : Les Restaurants Marie-Antoinette, Année de production : 1987.  Mention à la fin de l'enregistrement : " Ce conte inédit vous a été présenté par les Restaurants Marie-Antoinette et les stations radiophoniques CJRP (Québec), CJRS (Sherbrooke), CJTR (Trois-Rivières) et CFLP (Rimouski)." 
Extrait du journal Le Soleil de la ville de Québec du samedi 24 janvier 1987, page D-2:
« Les Marie-Antoinette
  Les Marie-Antoinette veulent refaire leur image.  Ce n'est plus un secret pour personne.  Ils ont commencé à rénover leur établissement du boulevard Henri-Bourassa, et ce n'est qu'un début.  Ils veulent aussi attirer une clientèle plus familiale et ont imaginé une réclame originale.  Le Capitaine Bonhomme a enregistré, pour eux seuls, une cassette qui raconte une aventure dans l'île-aux-Jouets.  Le tout est accompagné d'un cahier à colorier qui raconte l'histoire et d'un dépliant. La chaine donne aussi plus de $10,000 en bons de voyage.  Le "kit" complet peut être acheté pour $4.59 et la taxe en sus. »
FACE A
Chanson thème du Capitaine Bonhomme (1963)
Aventure dans l'Île-aux-Jouets (1ère partie) 13:31 m
FACE B
Aventure dans l'Île-aux-Jouets (2e partie) 13:41 m
Paroles: Michel Noël
Musique: Buch Lacombe